# Elsa Haglund
Elsa Margareta Haglund-Kjellstrand, född 23 juni 1902 i Göteborgs domkyrkoförsamling, död 12 april 1979 i Bromma,var en svensk friidrottare med kastgrenar som huvudgren. Haglund var svensk mästare i friidrott och blev medaljör vid den andra Damolympiaden 1926 och var en pionjär inom damidrott.

## Biografi
I ungdomstiden blev hon intresserad av gymnastik och senare friidrott. Hon tävlade i spjutkastning och i kortdistanslöpning. Hon tävlade från 1925 för Alingsås IF och från 1927 för Djurgårdens IF.
1926 deltog Haglund vid de andra Kvinnliga Internationella Idrottsspelen 27–29 augusti i Göteborg. Under tävlingarna tog hon bronsmedalj i spjutkastning (efter svenska Anna-Lisa Adelsköld och engelska Louise Fawcett). Kastresultatet var 45,06 meter.
1927 deltog Haglund vid det första SM i friidrott för damer i Lidköping. Vid mästerskapen tog hon guldmedalj både i löpning 100 meter och 200 meter.
1929 deltog Haglund vid distriktsmästerskapen 14–15 augusti i Enskede i Stockholm, under mästerskapen tog hon silvermedalj i trekamp, hon tävlade även i kulstötning.
Haglund var verksam i flera organisationer för kvinnlig idrott, bland annat i Sveriges kvinnliga idrottsförbund 1926–1927 och från 1928 i Svenska idrottsförbundets kommitté för damidrott, där hon var sekreterare 1928–1934.